# Nomada priscilla
Nomada priscilla là một loài Hymenoptera trong họ Apidae. Loài này được Nurse mô tả khoa học năm 1902.